# Adrian Proteasa
Adrian Proteasa (Rumania, 1 de marzo de 1959) es un atleta rumano retirado especializado en la prueba de salto de altura, en la que consiguió ser medallista de bronce europeo en pista cubierta en 1980.

## Carrera deportiva
En el Campeonato Europeo de Atletismo en Pista Cubierta de 1980 ganó la medalla de bronce en el salto de altura, con un salto por encima de 2.29 metros, siendo superado por el alemán Dietmar Mögenburg  (oro con 2.31 metros) y el polaco Jacek Wszoła  (plata también con 2.29 metros pero en menos intentos).